# الن سیلیتو
الن سیلیتو (انگلیسی: Alan Sillitoe؛ ۴ مارس ۱۹۲۸ – ۲۵ آوریل ۲۰۱۰) یک نویسنده، فیلم‌نامه‌نویس، شاعر و رمان‌نویس اهل بریتانیا بود. از آثار او می‌توان به شنبه‌شب و صبح یکشنبه (۱۹۵۸) و تنهایی یک دونده استقامت (۱۹۵۹) اشاره کرد.
از روی هر دو این آثار، فیلم‌های قابل توجهی به نام‌های شنبه‌شب و صبح یکشنبه و تنهایی یک دونده استقامت ساخته شده‌است.
او در ۱۹۹۷، به عضویت انجمن پادشاهی ادبیات انگلستان انتخاب شد.